# Кастнер, Герман
Герман Ка́стнер (нем. Hermann Kastner; 25 октября 1886, Берлин — 4 сентября 1957, Франкфурт-на-Майне) — немецкий политик, член ЛДПГ. В 1946—1948 годах занимал пост министра юстиции Саксонии, в 1949—1950 годах возглавлял ЛДПГ и являлся заместителем премьер-министра ГДР. В 1950 году был снят с должности в связи с обвинениями в коррупции, был реабилитирован в 1951 году. Двойной агент разведслужбы ФРГ и Министерства госбезопасности ГДР. Бежал на Запад в 1956 году.

## Биография
Кастнер родился в учительской семье. Окончив берлинскую гимназию «У Серого монастыря», Герман Кастнер в 1904—1908 годах изучал юриспруденцию и экономику в Берлинском университете. В 1908 году сдал экзамен на референдара, в 1909 году защитил в Йенском университете  докторскую диссертацию. Стажировался в городской администрации Лихтенберга и Нойкёльна, а также в муниципальном совете Берлина. В 1917 году был назначен профессором Академии имени князя Леопольда в Липпе-Детмольде, где читал лекции по государственному, муниципальному и административному праву. В 1920 году Кастнер переехал в Дрезден, где занимался руководством и организацией экономических объединений Саксонии.
В 1918 году Кастнер вступил в Немецкую демократическую партию и был избран председателем партии в Восточной Саксонии. В 1922—1933 годах являлся депутатом ландтага Саксонии. После прихода к власти национал-социалистов Кастнер покинул ландтаг и работал адвокатом в Дрездене, защищал в суде часто подвергавшихся аресту антифашистов и был близок к кругам борцов Сопротивления, прежде всего, к группе Райнера Фечера.
В июне 1945 года Герман Кастнер был назначен председателем адвокатской и нотариальной палаты Саксонии. Он находился в числе инициаторов воззвания к учреждению в Саксонии Демократической партии Германии 6 июля 1945 года. 15 августа партия была переименована в Либерально-демократическую партию Германии, и её первым председателем в Саксонии до октября 1947 года оставался Кастнер. Он считался активным приверженцем политики партийного блока и был в числе 70 представителей Совещательного собрания, предшественника ландтага Саксонии. На выборах в ландтаг 20 октября 1946 года Кастнер был избран депутатом от ЛДПГ и занял пост заместителя председателя и члена совета старейшин.
В первом послевоенном правительстве земли Саксония, возглавляемом Фридрихсом, Кастнер получил в декабре 1946 года портфель министра юстиции. В марте 1948 года он вышел из состава правительства, чтобы войти в состав Германской экономической комиссии в Берлине и возглавить секретариат финансов, почты и связи. Также являлся одним из четырёх заместителей председателя ГЭК.
Кастнер представлял ЛДПГ в Немецком народном совете и участвовал в разработке конституции ГДР. В том же году Кастнер был назначен заместителем председателя ЛДПГ. На съезде в Айзенахе в 1949 году был избран председателем партии.
11 октября 1949 года Герман Кастнер занял пост заместителя премьер-министра в первом правительстве ГДР. Лишился должности уже в июле 1950 года, выступив против ввода единых избирательных списков на выборах в первую Народную палату ГДР. Был также снят с поста председателя ЛДПГ и исключён из партии. Официально отставка Кастнера объяснялась предъявленными ему обвинениями в расточительстве, тщеславии и коррупции, которым впоследствии оказались безосновательными. В 1951 году все обвинения с Кастнера были сняты, но его политическая карьера завершилась. Кастнер оставался председателем Комитета по продвижению интеллигенции, малозначимой общественной организации в ГДР. В сентябре 1956 года Кастнер бежал в ФРГ и обосновался в Мюнхене. Умер от инфаркта, находясь во Франкфурте-на-Майне.
В 1948 году к Герману Кастнеру обратился епископ Мейсенский Генрих Винкен, предложивший ему передавать на Запад информацию о внутренней ситуации в Советской зоне оккупации через агента ЦРУ в Западном Берлине, словака по национальности Кароля Тарная. С этого момента Кастнер передавал на Запад информацию обо всех организациях в Советской зоне оккупации Германии и позднее в ГДР, членом которых он являлся. Кастнер копировал все протоколы заседаний первого правительства ГДР. Супруга Кастнера провозила копии и написанные мужем отчёты на машине со спецпропуском в Западный Берлин. Организация Гелена, а затем и Федеральная разведывательная служба Германии вела досье на информанта Германа Кастнера, работавшего под псевдонимом «Гельвиг», с начала 50-х годов. В ходе событий 17 июня 1953 года разведка ФРГ через своего агента в советской Высокой комиссии узнала, что Кастнер поддерживает тесные контакты с советской администрацией в ГДР. Тем не менее, ценного информатора в ФРГ решили сохранить.
В 1955 году в ГДР прошла волна арестов агентов Федеральной разведслужбы. Ввиду нависшей угрозы для агентской сети в ГДР со стороны МГБ ГДР Рейнхард Гелен утвердил операцию «Осенняя погода» по вывозу наиболее ценных агентов из ГДР. Кастнер отказывался бежать на Запад несмотря на все предупреждения Тарная, пока не получил личное приглашение от Конрада Аденауэра, в котором ему был предложен политический пост. Агенты Федеральной разведслужбы ФРГ сначала вывезли супругу Кастнера, а затем переправили его самого в ночь с 5 на 6 сентября 1956 года из Восточного Берлина в Западный на городской электричке. На новом месте жительства Кастнера приветствовал представитель Федеральной разведывательной службы, передавший ему привет от Аденауэра.
По данным Федеральной разведслужбы Герман Кастнер подтвердил, что являлся двойным агентом НКВД и позднее МГБ ГДР, где ему отводили роль «замены премьер-министра» в случае возможного воссоединения Германии.